# بروس هوارد (لاعب كرة قاعدة)
بروس هوارد (بالإنجليزية: Bruce Howard)‏ هو لاعب كرة قاعدة أمريكي، ولد في 23 مارس 1943 في سالزبوري في الولايات المتحدة.

## وصلات خارجية
- بروس هوارد على موقعبيزبول رفرنس.كوم (الدوري الرئيسي) (الإنجليزية)
- بروس هوارد على موقعبيزبول رفرنس.كوم (الدوري الثانوي) (الإنجليزية)